# Sint-Willibrorduskerk (Stramproy)

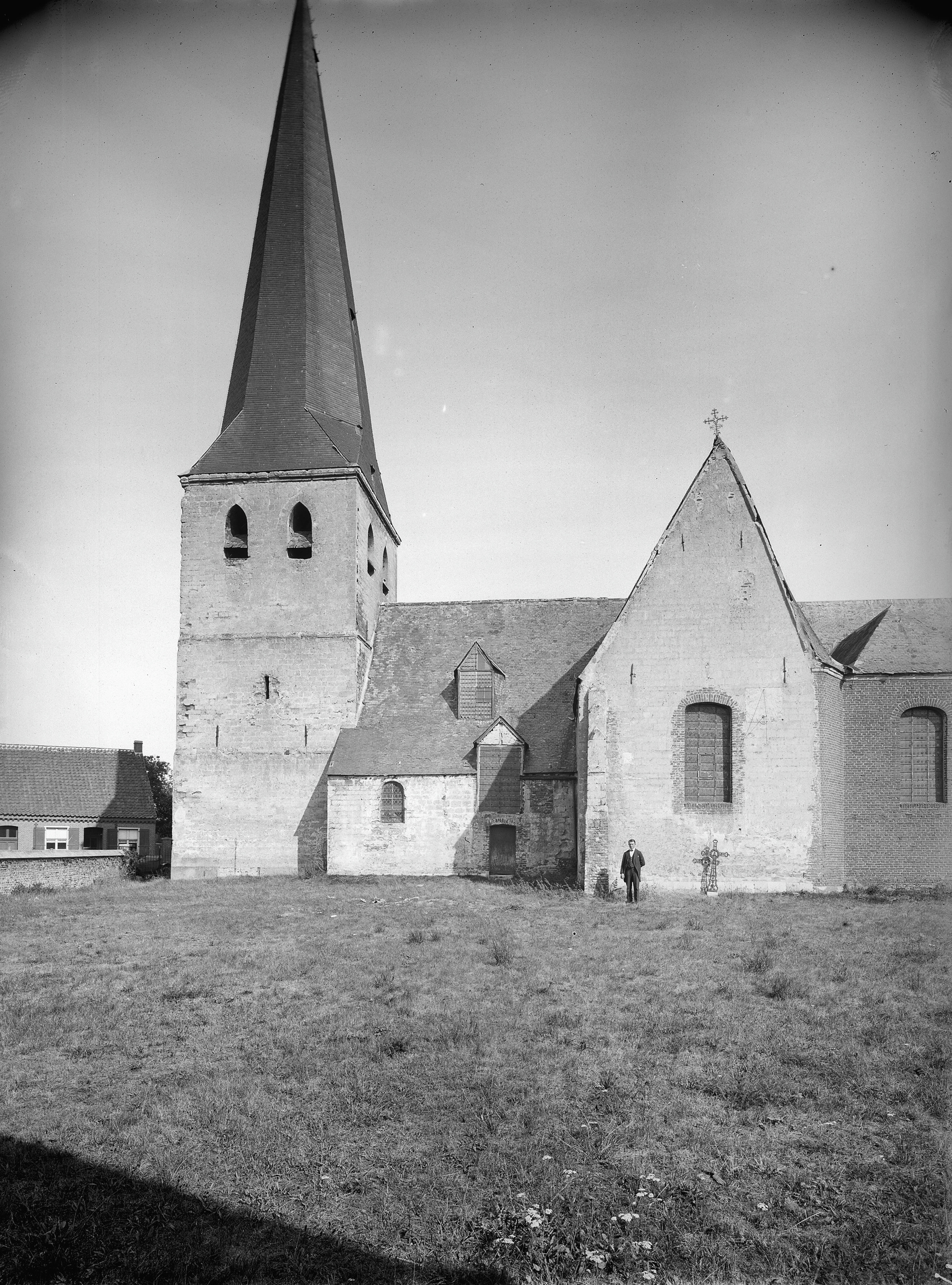
De kerk van vóór 1923

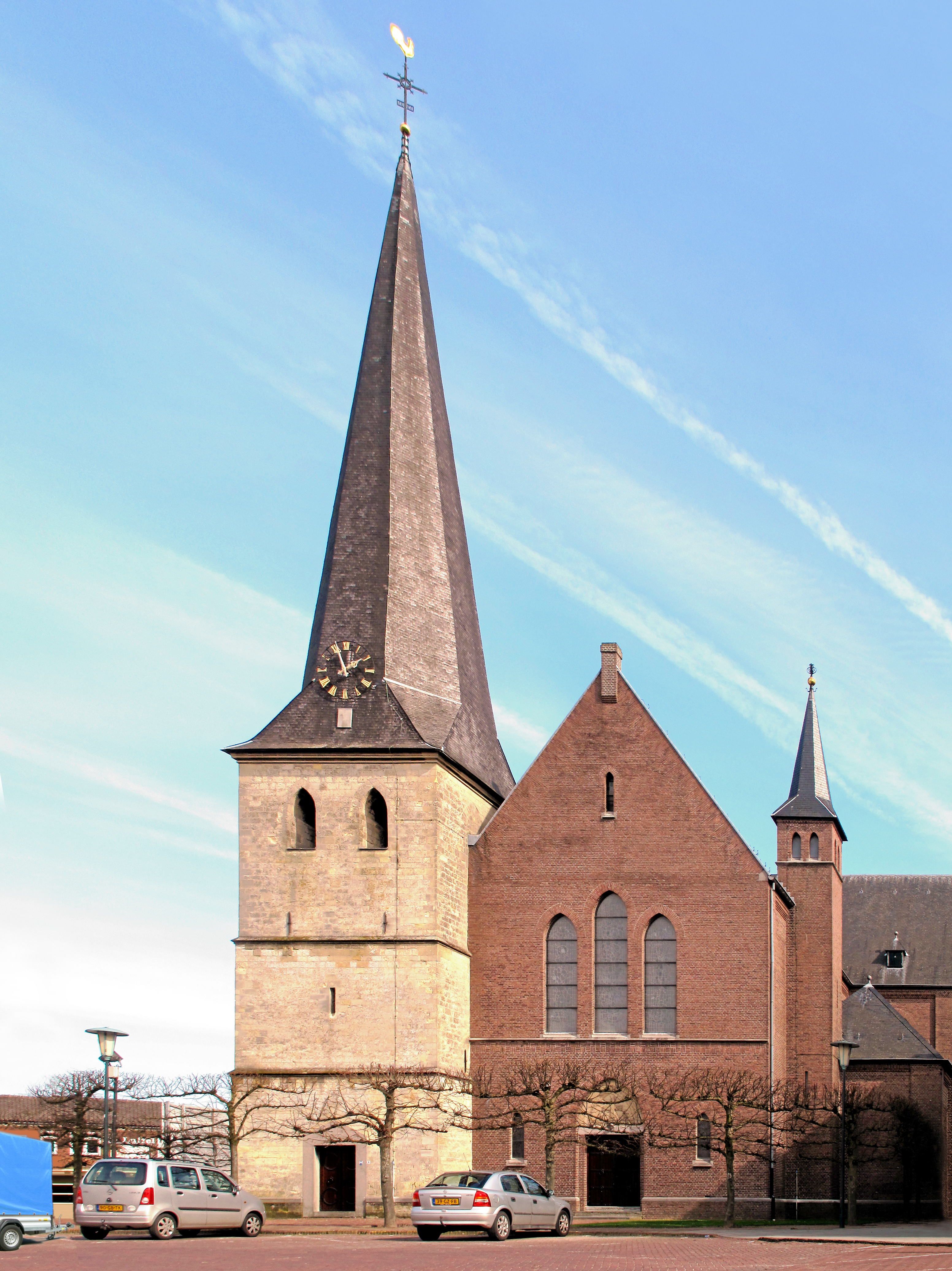
Huidige kerk met oude toren

De Sint-Willibrorduskerk is de parochiekerk van Stramproy, gelegen aan Kerkplein 1, in de Nederlandse gemeente Weert.

## Geschiedenis
Reeds in 1299 was er sprake van een hulpkerk van Thorn in Stramproy. Deze werd in 1583 tot parochiekerk verheven.
Het oudste deel van de huidige kerk is de mergelstenen westtoren. Deze stamt uit de 16e eeuw en wordt gedekt door een achtkante naaldspits.
Het eigenlijke kerkgebouw werd gesloopt in 1923 aangezien het te klein was geworden. Het werd vervangen door een bakstenen kerkgebouw, ontworpen door Caspar Franssen.

## Gebouw
Het betreft een driebeukige kruisbasiliek, uitgevoerd in baksteen. Rechts van de ingang bevindt zich een klein vierkant bakstenen torentje. De oude toren staat links van de ingang. De basiliek is gebouwd in traditionalistische stijl.
Kerk en toren zijn geklasseerd als Rijksmonument.

## Interieur
Het interieur wordt overwelfd door een tongewelf. Kenmerkend zijn de ronde scheibogen.
De kerk bezit een rijke inventaris, waaronder enkele belangrijke heiligenbeelden, zoals: Johannes de Doper (1e kwart 16e eeuw); Catharina (2e helft 18e eeuw); Anna te Drieën (4e kwart 18e eeuw); Antonius Abt (1e kwart 16e eeuw); Rochus (3e kwart 18e eeuw); en diverse 19e-eeuwse beelden. Ook zijn er kerkbanken van ongeveer 1500.
De kerk bevat glas-in-loodramen van W. Derix 1900-1922. Een deel ervan werd van 1957-1962 vernieuwd door Max Weiss. Ook Gilles Franssen en Gérard Felix maakten ramen voor de kerk.
Op de begraafplaats bevindt zich een grafkruis van 1614.